# Harold Rainsford Stark
Harold Rainsford Stark, ameriški admiral, * 12. november 1880, Wilkes-Barre, Pensilvanija, † 21. avgust 1972.
V njegovo čast so poimenovali ladjo USS Stark (FFG-31).